# Адалет Агаоглу
Адалет Агаоглу (фамилно име по баща Сюмер; 13 октомври 1929 г., село Налихан, вилает Анкара) е турска писателка и драматург.
Нареждана е сред големите романисти в турската литература от 20 век. Пише също есета, мемоари и разкази.

## Биография
Фатма Инаит („Адалет“) Сумер е родена в село Налихан, в което посещава началното училище. След това заедно със семейството си се премества в Анкара, където учи в средно училище и в гимназия. В младостта ѝ, голямо впечатление ѝ прави романа „Чучулигата“ на Решат Нури. Учи френски език и литература в университета в Анкара. Участва в литературния живот на града, посещава поетичните матинета на Яхия Кемал Беятлъ, Ахмед Хамди Танпинар и Орхан Вели.
През 1951 г. Адалет Сумер започва работа в държавното радио в Анкара (предшественик на ТРТ). Там тя работи като драматург и преводач. В същото време започват да се появяват първите ѝ литературни произведения. През 1955 г. тя се омъжва за инженера Халима Агаоглу, с когото две години (1957 – 1959) живее в САЩ. Освен своята дейност в радиото, през 1961 г. заедно със свои приятели основава първия в Анкара частен театър „Meydan Sahnesi“. Първата ѝ постановка обаче, „Der kaukasische Kreidekreis“ от Бертолт Брехт няма голям успех.
През 1970 г. тя напуска радиото и пише първия си роман „Ölmeye Yatmak“, който е публикуван в Истанбул през 1973 г. След него последват четири тома с разкази и още осем романа, които са награждавани с различни литературни награди. През 1975 г. нейният сборник с разкази „Високо напрежение“ („Yüksek Gerilim“) получава престижната литературна награда „Саит Фаик“, а вторият ѝ роман „Fikrimin Ince Gülü“ получава наградата „Мадарали“. През 1980 г. той получава и литературната награда „Орхан Кемал“. През 1983 г. авторката се премества от Анкара в Истанбул.
През 1998 г. Агаоглу получава почетната титла доктор от Анатолийския университет и университета на щата Охайо.